# Spinet
Et spinet er et musikinstrument i cembalofamilien. Det er et tasteinstrument med strenge, men i modsætning til cembaloet er strengene placeret på skrå af tastaturet, hvilket giver et vingeformet og kompakt instrument. Spinettet kendes fra bl.a. Italien, Frankrig og England, hvor det var populært som et husinstrument i det 17. og 18. århundrede, men det har også været anvendt som continuoinstrument i orkestersammenhæng.

## Historie
Ordet "spinet" stammer sandsynligvis fra latin spina (torn), og må hentyde til knipsemekanismen (springeren) i cembalofamilien, hvor instrumenterne anvender et plektrum til at frembringe lyden. I Frankrig henviser ordet epinette ofte til enhver form for instrument i cembalofamilien langt op i det 17. århundrede, mens spinet i Flanderen henviser til et virginal, hvor tastaturet er til venstre i modsætning til muselaret, hvor det er til højre på fronten af instrumentet. Generelt rager tastaturet ud fra kassen på et spinet, mens det er indlejret på et virginal.
Spinettets største popularitet var i England, hvor der i det 18. århundrede byggedes finerede eller massive instrumenter af valnød. 
I nyere tid blev spinettet relanceret efter anden verdenskrig som et lille og billigt massefabrikeret cembalo. Kendte firmaer var Neupert, Lindholm og Sperrhake. Interessen i dag er dog vendt mod instrumenter fremstillet efter historiske forbilleder.

## Konstruktion
Spinettet har normalt ét manual og et 8' register. Klangen er den samme på de andre instrumenter i cembalofamilien, men ofte mere velegnet til mindre rum, enten som soloinstrument eller som akkompagnement til en solist.
Klangen kan som oftest varieres ved at benytte et lutregister. Dette er en liste med filt, som bringes til at dæmpe strengene, hvorved klangen minder om en lut. I visse tilfælde er lutregistret delt på midten, så man fx kun anvender det i bassen.
Spinettet er opbygget som et cembalo, blot er strengene anbragt på tværs og parvis, hvilket giver et ret lille instrument sammenlignet med et cembalo. Dette arrangement af strengene giver instrumentets karakteristiske vingeformede facon. Det parvise arrangement af strengene bevirker dog, at instrumentet skal bygges meget præcist for at få en ensartet afstand fra springerne til strengene, og at instrumentet kun kan have eet sæt strenge (typisk 8', men der findes også oktavinstrumenter, dvs. med 4' strenge).
Det pentagonale spinet opstår som følge af, at man bygger instrumentet uden hjørnerne fra den oprindelige kistefacon, og derved får (mindst) 5 sider (som i en pentagon).

## Toneomfang
Spinettes omfang følger historisk set cembaloets, dvs tidlige instrumenter har mindre omfang, fx C/E-c3 (med kort oktav). Instrumentet ovenfor skal have omfanget E-f3 (49 taster, det dybe 'E' mangler på tegningen), med kort oktav, dvs hvor E blev stemt som C, F# som D og G# som E. Dette var et almindeligt omfang for et jernbestrenget italiensk instrument og noteres som C/E-f3.
Barokinstrumenter, især i England havde ofte fuldt omfang, fx F1-f3 (61 tangenter).

## Spilleteknik
Spilleteknikken er den samme som for cembaloet.

## Repertoire
Der er ikke skrevet musik specielt for spinettet. Det må generelt regnes for at have været et husinstrument, som man har fremført forskellig tasteinstrumentmusik på, herunder anvendt det til akkompagnement.